# Austenit
Austenit – składnik strukturalny stopów żelazo-węgiel, roztwór stały jednego lub więcej pierwiastków w Feγ. Jego nazwa pochodzi od nazwiska angielskiego metalurga Williama Ch. Robertsa-Austena (1843–1902).

## Ogólne informacje

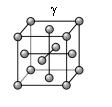
Rys. 1. Sieć krystaliczna austenitu

Początkowo austenit był definiowany jako międzywęzłowy roztwór stały węgla w żelazie γ. Obecnie obowiązująca norma rozszerzyła to pojęcie na wszystkie rozpuszczone w nim pierwiastki. Występuje w strukturze regularnej ściennie centrowanej (A1) (patrz rys. 1). Ma większą rozpuszczalność pierwiastków niż ferryt. W temperaturze 1148 °C można maksymalnie rozpuścić 2,11% C. Jest fazą wyjściową do otrzymywania innych struktur (np. perlitu, bainitu, martenzytu). Jest paramagnetyczne. Bez udziału dodatków stopowych nie jest stabilną fazą w temperaturze otoczenia. W niektórych opracowaniach literaturowych pojęcie austenitu zaczyna się pojawiać jako faza wysokotemperaturowa innych stopów niż tylko Fe-C (np. stopy z pamięcią kształtu).
W przeciwieństwie do ferromagnetycznych stali o strukturach ferrytycznych, ferrytyczno-perlitycznych i martenzytycznych, stal austenityczna jest paramagnetyczna (przenikalność magnetyczna względna ok. 1) i nie jest przyciągana przez magnesy.

## Przemiany na granicach obszaru termodynamicznej trwałości

Rys. 2. Wykres fazowy układu żelazo-cementyt z zaznaczonymi obszarami jednofazowymi:
__ Zakres występowania ferrytu
__ Zakres występowania austenitu
__ Zakres występowania cieczy

Graniczne temperatury trwałości austenitu (roztworów węgla w γ-Fe) wynoszą:
- 1495 °C (0,17% C, temperatura przemiany perytektycznej)
- 727 °C (0,77% C, temperatura przemiany perlitycznej)[6][7].

Nagrzewanie austenitu zawierającego:
- mniej niż 0,17% C prowadzi do osiągnięcia dolnej granicy dwufazowego obszaru współistnienia austenitu z ferrytem (w temperaturze zależnej od zawartości węgla) i rozpoczęcia przemiany w ferryt, a następnie w ferryt i ciecz (temperatura 1495 °C do chwili zaniku austenitu)
- więcej niż 0,17% C, lecz mniej niż 0,53% C prowadzi do osiągnięcia dolnej granicy dwufazowego obszaru współistnienia austenitu z cieczą (temperatura zależna od zawartości węgla) i rozpoczęcia topnienia, a następnie, w temperaturze 1495 °C, do przemiany reszty austenitu w ferryt i ciecz
- więcej niż 0,53% C prowadzi do osiągnięcia dolnej granicy dwufazowego obszaru współistnienia austenitu z cieczą (temperatura zależna od zawartości węgla) i rozpoczęcia topnienia, które kończy się na linii likwidus[6][7].

Chłodzenie austenitu zawierającego:
- mniej niż 0,77% C (stal podeutektoidalna) prowadzi do rozpoczęcia przemiany alotropowej w ferryt (w temperaturze zależnej od składu), a po osiągnięciu temperatury 727 °C – do rozpadu reszty austenitu na perlit
- więcej niż 0,77% C (stal nadeutektoidalna) prowadzi do stanu nasycenia węglem (w temperaturze zależnej od składu) i rozpoczęcia krystalizacji fazy bogatszej w węgiel – cementytu, a po osiągnięciu temperatury 727 °C do rozpadu reszty austenitu na perlit[6][7].

## Ujawnianie ziaren austenitu pierwotnego
Przez austenit pierwotny będziemy rozumieć austenit istniejący w stali po zakończeniu wygrzewania bezpośrednio przed rozpoczęciem chłodzenia i przemianą alotropową.
W technologiach obróbki plastycznej i obróbki cieplnej istotna jest wielkość ziaren austenitu pierwotnego. Stale drobnoziarniste umożliwiają stosowanie wyższej temperatury końca obróbki plastycznej na gorąco oraz szerszego zakresu temperatury austenityzowania podczas hartowania. Drobnoziarnista struktura wpływa również na polepszenie własności mechanicznych stali normalizowanych, hartowanych i ulepszonych cieplnie.
Ujawnianie ziaren austenitu pierwotnego w stalach o strukturze innej, niż austenityczna w celu określenia ich wielkości może się odbywać kilkoma metodami:
- metodą nawęglania
- metodą utleniania
- metodą siatki ferrytu lub cementytu
- metodą trawienia[8].

### Metoda nawęglania
W stali niskowęglowej w ośrodku stałym z następnym kontrolowanym chłodzeniem możliwa jest obserwacja metalograficzna siatki cementytu na granicach ziaren austenitu pierwotnego w warstwie nawęglonej, wytrawionej nitalem lub zasadowym pikrynianem sodu.

### Metoda utleniania
Obserwację siatki ferrytu utworzonej na granicach ziaren austenitu pierwotnego dokonuje się w wyniku odwęglania przygranicznych obszarów ziaren w czasie austenityzowania stali eutektoidalnej w atmosferze utleniającej, a następnie ochłodzeniu w wodzie, oleju lub powietrzu.

### Metoda siatki ferrytu lub cementytu
Wykorzystuje się ją do obserwacji ziarna austenitu pierwotnego w stalach podeutektoidalnych i nadeutektoidalnych, gdyż na granicach ziaren austenitu podczas odpowiedniego chłodzenia wydziela się ferryt/cementyt w postaci siatki (zależy to od stężenia węgla w stali).

### Metoda trawienia
Dokonuje się jej przy pomocy roztworu kwasu pikrynowego i kwasu solnego w alkoholu etylowym, co umożliwia obserwację ziaren austenitu pierwotnego w stalach, przede wszystkim stopowych, zahartowanych na martenzyt. W celu wyraźniejszego wytrawienia granic ziaren austenitu pierwotnego, w niektórych stalach należy zastosować odpuszczanie w temperaturze ok. 450 °C.

## Przemiany podczas nagrzewania i chłodzenia w zakresie austenitu

Rys. 3. Schemat wykresu CTPi stali niestopowej uwzględniający zakres istnienia kilku faz.

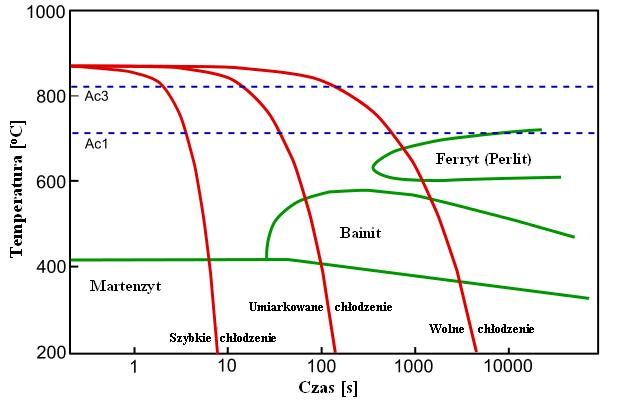
Rys. 4. Schemat wykresu CTPc dla stali uwzględniający trzy różne prędkości chłodzenia oraz zakresy istnienia ferrytu, perlitu, bainitu i martenzytu.

### Tworzenie się austenitu w stalach niestopowych
Austenit tworzy się w wyniku przemiany eutektoidalnej zachodzącej przy nagrzewaniu powyżej temperatury Ac1, a także wskutek przemiany ferrytu w stalach podeutektoidalnych. W stalach nadeutektoidalnych po przemianie eutektoidalnej w trakcie nagrzewania rozpuszcza się cementyt drugorzędowy (wtórny). Zarodki austenitu powstają na granicach międzyfazowych.

### Tworzenie się austenitu w stalach stopowych
W stalach stopowych powstanie austenitu wymaga zajścia dyfuzji węgla i pierwiastków stopowych na dalekie odległości. Należy pamiętać, że niektóre węgliki stopowe mają bardzo silne wiązania atomowe i rozpuszczenie ich w roztworze wymaga użycia odpowiednio większych temperatur. Najtrudniej rozpuszczają się węgliki tytanu, wanadu i niobu. Najwcześniej rozpuszcza się cementyt.

### Kinetyka przemiany przechłodzonego austenitu
Kinetykę przemiany przechłodzonego austenitu można przedstawiać na wykresach CTP (Czas – Temperatura – Przemiana). Jeżeli dana przemiana zachodzi w warunkach izotermicznych, to przedstawia się ją na wykresie CTPi (patrz rys. 3). W przypadku zachodzenia przemian w warunkach ciągłego chłodzenia przedstawia się je na wykresie CTPc (patrz rys. 4). Ze względu na wagę roli dyfuzji w przemianach austenitu wyróżnia się trzy podstawowe grupy:
- przemiana dyfuzyjna (np. wydzielanie się ferrytu, przemiana perlityczna) – zachodzi w przypadku małej prędkości chłodzenia
- przemiana pośrednia (np. przemiana bainityczna) – zachodzi w przypadku umiarkowanej prędkości chłodzenia
- przemiana bezdyfuzyjna (np. przemiana martenzytyczna) – zachodzi w przypadku dużej prędkości chłodzenia, która uniemożliwia zajście procesów dyfuzyjnych dalekiego zasięgu[10].

## Stabilizacja austenitu
Przemiana martenzytyczna w stali jest atermiczna i nieodwracalna. Płytki martenzytu, które zarodkują przy danej temperaturze, rosną aż do zderzenia z granicami ziaren lub innymi płytkami. Wydłużenie czasu wytrzymania przy danej temperaturze nie powoduje zarodkowania nowych płytek, ani też dalszego wzrostu już istniejących. Taki proces z kolei czyni austenit odporniejszym na dalszą przemianę. Efekt nazywa się stabilizacją austenitu i jest to wywołane izotermicznym wytrzymaniem. Badania wykazały, że usunięcie pierwiastków międzywęzłowych (węgiel, azot) likwiduje efekt stabilizacji. W takich stalach przemiana martenzytyczna i wzrost igieł martenzytu mogą zachodzić izotermicznie.
Zjawisko stabilizacji austenitu jest uciążliwe w przypadku stali, których temperatura Ms leży blisko temperatury otoczenia. W takim przypadku po hartowaniu pozostaje jeszcze znaczna ilość nie przemienionego austenitu. Przemianę austenitu można dokończyć poprzez dodatkowe przechłodzenie, którego wartość rośnie wraz z długością wytrzymania izotermicznego. Austenit szczątkowy można przemienić, poddając materiał obróbce zwanej wymrażaniem.
Przykładem materiału nie wykazującego zjawiska stabilizacji austenitu jest uboga w pierwiastki międzywęzłowe stal maraging.

## Austenit stopowy

Rys. 5. Wpływ dodatku chromu na zakres trwałości faz:
__ Zakres występowania ferrytu
__ Zakres występowania ferrytu δ
__ Zakres występowania austenitu
__ Zakres występowania cieczy

Austenit nie jest fazą stabilną w temperaturze otoczenia. Ten fakt można zmienić, dodając odpowiednie pierwiastki stopowe. Dodatki stopowe, które tworzą roztwory stałe w sieci austenitu, wpływają na zakres jego termodynamicznej trwałości oraz wielkość i kształt ziaren powstających faz. Niektóre pierwiastki (np. Ni, Mn, Co) rozszerzają lub otwierają obszar trwałości austenitu, inne (np. Cr, W, Mo, V, Ti) zmniejszają ten zakres.

## Austenit szczątkowy
Austenit szczątkowy jest to pozostałość austenitu w stopach Fe-C, która w trakcie przemiany martenzytycznej nie uległa przemianie fazowej z powodu występujących w materiale naprężeń ściskających. Ilość austenitu szczątkowego zależna jest od temperatur początku Ms i końca przemiany martenzytycznej Mf. Im temperatury te są niższe, tym większe występują naprężenia i wskutek tego zwiększa się ilość austenitu szczątkowego. Polska Norma definiuje austenit szczątkowy jako austenit nieprzemieniony, pozostający w temperaturze otoczenia po hartowaniu.

## Przykłady
- stal nierdzewna
- stal kwasoodporna
- stal Duplex
- stal manganowa (np. stal Hadfielda)
- stale wykorzystywane w medycynie (np. endoproteza, narzędzia chirurgiczne).